# Irmgard Olbrich
Irmgard Olbrich (* Januar 1858 in Hamburg als Irmengard Evers; † 5. September 1903 in Dresden) war eine deutsche Theaterschauspielerin.

## Leben
Irmgard Olbrich trat 1888 in den Verband des Hoftheaters in Oldenburg, woselbst sie bis 1898 verblieb. Dann schloss sie sich der Türkischen Schauspielgesellschaft in Berlin an, beteiligte sich 1900 an der großen Junkermanntournee (sie nahm in allen Reuterschen Stücken einen ersten Platz ein), bis sie einem Antrage des Comedytheaters in London (1901) Folge leistet.
Danach war sie am Residenztheater in Dresden tätig.